# Wydział Nauk Społecznych Uniwersytetu Jana Kochanowskiego w Kielcach
Wydział Nauk Społecznych Uniwersytetu Jana Kochanowskiego w Kielcach – nieistniejący wydział Uniwersytetu Jana Kochanowskiego w Kielcach.

## Kierunki kształcenia
Dostępne kierunki (studia I i II stopnia oraz jednolite studia magisterskie):  
- Bezpieczeństwo narodowe (studia stacjonarne i niestacjonarne)
- Ekonomia (studia stacjonarne i niestacjonarne)
- Finanse i rachunkowość (studia stacjonarne i niestacjonarne)
- Pedagogika (studia stacjonarne i niestacjonarne)
- Pedagogika przedszkolna i wczesnoszkolna (studia stacjonarne i niestacjonarne)
- Zarządzanie (studia stacjonarne i niestacjonarne)

## Struktura organizacyjna

### Instytut Nauk Pedagogicznych
Dyrektor: dr Katarzyna Szymczyk
- Zakład Historii Oświaty i Wychowania oraz Teorii Kształcenia
- Zakład Pedagogiki Opiekuńczo-Wychowawczej i Resocjalizacyjnej
- Zakład Pedagogiki Wczesnoszkolnej i Przedszkolnej oraz Metodologii Badań Społecznych
- Zakład Psychologii
- Pracownia Pedagogiki Zdrowia i Wychowania Fizycznego

### Pozostałe jednostki
| Jednostka                         | Kierownik                        |
| --------------------------------- | -------------------------------- |
| Katedra Bezpieczeństwa Narodowego | prof. dr hab. Zygmunt Matuszak   |
| Katedra Ekonomii i Zarządzania    | prof. dr hab. Stanisław Wieteska |
| Studium Języków Obcych            | mgr Marcin Gliszczyński          |
| Studium Wychowania Fizycznego     | mgr Andrzej Dybowski             |

## Władze
W kadencji 2016–2020:  
| Stanowisko | Imię i nazwisko                 |
| ---------- | ------------------------------- |
| Dziekan    | prof. dr hab. Andrzej Felchner  |
| Prodziekan | dr hab. Joanna Majchrzyk-Mikuła |
| Prodziekan | dr Zofia Szewczyk               |